# Nasnitz
Nasnitz ist ein Gemeindeteil der Stadt Auerbach in der Oberpfalz.

## Beschreibung
Am 31. Dezember 2021 hatte das Dorf 242 Einwohner. Durch Nasnitz führen die Staatsstraße St 2162 und die Kreisstraße AS 45.
Erstmals erwähnt wurde das Dorf in der Gründungsurkunde des Klosters im Nachbarort Michelfeld am 6. Mai 1119 mit dem Namen „Nuseze“; der kleine Ort war ein Geschenk des Bischofs Otto von Bamberg an das Kloster. Nasnitz nahm mehrere Namen an, unter anderem „Nuseze“ (1119) und „Newsezze“ (1326), wobei es im 15. Jahrhundert mehrere Schreibweisen, nämlich „Newses“, „Newsess“, „Newsees“ und „Neusess“, gab. Zwischen dem 16. und 17. Jahrhundert entstand die heutige Bezeichnung Nasnitz. Entgegen der verbreiteten Meinung, dass Nasnitz aus dem Slawischen kommt, liegt der Ursprung in „Niuwesaeze“, was so viel wie Zum neuen Sitz bedeutet.
In Nasnitz gab es während des Zweiten Weltkriegs ein russisches Arbeitskommando mit insgesamt 49 Kriegsgefangenen. Die Zwangsarbeiter waren im Saal einer Gastwirtschaft untergebracht und mussten frühmorgens unter Bewachung zum Bahnhof Michelfeld marschieren. Von dort wurden sie mit dem Zug nach Rupprechtstegen gebracht, wo sie Gleisbauarbeiten verrichten mussten. Zwei der Gefangenen wurden von der Gestapo als „unbrauchbare Elemente ausgesondert“ und am 10. Oktober 1941 im Konzentrationslager Flossenbürg ermordet.
Am 1. Mai 1978 wurde die bis dahin selbstständige Gemeinde in die Stadt Auerbach in der Oberpfalz eingegliedert.

## Belege
1. ↑  Nahverkehrsplan 2023 für den Zweckverband Nahverkehr Amberg-Sulzbach (ZNAS). (PDF; 12,1 MB) Verkehrsverbund Großraum Nürnberg GmbH, S. 62, abgerufen am 19. Februar 2025.
2. ↑  BAYSIS Kartenfenster. Abgerufen am 11. April 2025.
3. ↑  Fritz Schnelbögl: Auerbach in der Oberpfalz. Auerbach 1976, S. 26.
4. ↑  Kein Gedenkstein für Russen in: Nordbayerischer Kurier vom 17. Dezember 2018, S. 17.
5. ↑  Statistisches Bundesamt (Hrsg.): Historisches Gemeindeverzeichnis für die Bundesrepublik Deutschland. Namens-, Grenz- und Schlüsselnummernänderungen bei Gemeinden, Kreisen und Regierungsbezirken vom 27.5.1970 bis 31.12.1982. W. Kohlhammer, Stuttgart / Mainz 1983, ISBN 3-17-003263-1, S. 639 (Statistische Bibliothek des Bundes und der Länder [PDF; 41,1 MB]).

Koordinaten: 49° 43′ N, 11° 35′ O